# Brink (efternavn)
 For alternative betydninger, se Brink. (Se også artikler, som begynder med Brink)
Brink er et efternavn i de nordiske sprog, tysk og nederlandsk. Pr. 1. januar 2023 var der 1344 personer i Danmark med efternavnet.

## Personer med navnet
- Anders Brink Madsen
- André Brink
- Angela Brink
- Bernhard ten Brink
- Jan ten Brink
- Julius Brink
- Jörgen Brink
- Kim Brink
- Lars Brink
- Mads Brink Hansen
- Marie Brink
- Mark Brink
- Poul Brink